# Danilo Wyss
Danilo Wyss (Orbe, Cantón de Vaud, 26 de agosto de 1985) es un ciclista profesional suizo que fue profesional entre 2007 y 2020.
En febrero de 2021 anunció su retirada tras no haber encontrado un equipo con el que seguir compitiendo.

## Palmarés
2007
- 1 etapa de los Tres días de Vaucluse

2009
- 1 etapa del Tour de Beauce

2015
- Campeonato de Suiza en Ruta

2020
- 2.º en el Campeonato de Suiza en Ruta

## Resultados en Grandes Vueltas y Campeonatos del Mundo
| Carrera         | Carrera         | 2007 | 2008 | 2009 | 2010 | 2011  | 2012 | 2013 | 2014 | 2015 | 2016 | 2017 | 2018 | 2019 | 2020 |
| --------------- | --------------- | ---- | ---- | ---- | ---- | ----- | ---- | ---- | ---- | ---- | ---- | ---- | ---- | ---- | ---- |
|                 | Giro de Italia  | —    | —    | —    | 97.º | 126.º | 82.º | 84.º | 84.º | —    | —    | —    | —    | 83.º | 84.º |
|                 | Tour de Francia | —    | —    | —    | —    | —     | —    | —    | —    | 63.º | —    | 81.º | —    | —    | —    |
|                 | Vuelta a España | —    | —    | —    | —    | —     | —    | 72.º | 36.º | —    | 44.º | —    | —    | —    | —    |
| Mundial en Ruta | Mundial en Ruta | —    | Ab.  | —    | Ab.  | —     | —    | —    | 69.º | —    | —    | —    | —    | Ab.  | —    |

—: no participa

Ab.: abandono

## Equipos
- Atlas-Romer's Hausbäckerei (2007)
- Saunier Duval-Prodir (2007)[2]
- BMC Racing Team (2008-2018)
- Dimension Data/NTT[3] (2019-2020)
  - Dimension Data (2019)
  - NTT Pro Cycling (2020)